# Adesmia grandiflora
Adesmia grandiflora là một loài thực vật có hoa trong họ Đậu. Loài này được Gillies miêu tả khoa học đầu tiên.